# JTR (musikgrupp)
JTR är ett svenskt pojkband som består av de tre bröderna John Andreasson (född 1990), Tom Lundbäck (född 1993) och Robin Lundbäck (född 1994). 
Bandet deltog i den Australiska TV talang serien The X Factor Australia där gruppen slutade sjua. Bandets första musikalbum Touchdown placerade sig på plats 44 på Albumlistan i Australien och 52 i Sverige.

## Melodifestivalen 2015
Bandet deltog i Melodifestivalen 2015 med låten  "Building It Up" i den fjärde deltävlingen som sändes ifrån Örebro. Bidraget gick direkt till final från deltävlingen. Dagen efter de hade varit med i Melodifestivalen så släppte de en ny version av deras album Touchdown med deras bidrag på. I finalen kom de på plats 10 av 12 med 25 poäng.

## Diskografi

### Album
- 2014 - Touchdown
- 2015 - Touchdown

### Singlar
- 2014 - Night For Life